# Senta (schip, 1917)
De Senta  was een Noors stoomvrachtschip van 3785 ton dat in de Tweede Wereldoorlog door een Duitse onderzeeboot tot zinken werd gebracht.

## Geschiedenis
Het schip werd in 1917 gebouwd als Regulus op de scheepswerf van Union Iron Works te Alameda (Californië), voor A/S Pacific (A.O. Lindvig) te Kristiania, Noorwegen. In 1938 werd ze herdoopt als Sirehav voor de rederij A.I. Langfeldt & Co. te  Kristiansand, Noorwegen. In 1939 werd ze weer herdoopt als Senta voor de rederij en eigenaar Skibs-A/S Senta (Ole L. Løkke) te Oslo.

## De laatste reis
Op 6 oktober 1942 vertrok ze vanuit Halifax, Nova Scotia, Canada samen met konvooi SC-104 via Belfast, Noord-Ierland, naar Londen. Het schip had 35 bemanningsleden aan boord en haar lading bestond uit 4031 ton houtpulp en 1106 ton staal.
Het verlies van de Senta ging eigenlijk samen met de ondergang van de Ashworth, omstreeks 06.22 en 06.23 uur op 13 oktober 1942. De U-221, onder bevel van Hans-Hartwig Trojer vuurde een torpedo af richting de twee schepen, die in konvooi SC-104 meevoeren, op ongeveer 500 zeemijl ten oosten van Straat van Belle Isle. Ze nam waar hoe het eerste schip na 20 minuten zonk en het tweede schip in vuur en vlam ging en verlaten werd door haar bemanning.
Op 13 oktober, om 07.10 u, werd nog een tweede aanval uitgevoerd en Trojer beweerde een torpedotreffer gemaakt te hebben op een schip dat later doorzakte in zee met haar achterschip en in zinkende toestand werd opgemerkt, maar dit werd door geallieerde bronnen niet bevestigd. De Senta werd onmiddellijk na de Ashworth getroffen maar het bar slechte weer maakte het moeilijk om waar te nemen wat er eigenlijk precies plaatsvond. Beide schepen gingen schijnbaar naar onder met alle hens nog aan boord, vooraleer het reddingsschip hun benarde posities bereikte. De Senta ging verloren in positie 53° Noord en 44° West.
De Senta, met kapitein Conrad Rustad als gezagvoerder, had een bemanning van 27 Noren, zes Britse en twee Zweedse bemanningsleden. Allen kwamen om het leven.